# 朱立倫
朱 立倫（しゅ りつりん、1961年〈民国50年〉6月7日 - ）は、中華民国の政治家（中国国民党所属）、第7、11代中国国民党主席。初代、第2代新北市長。外省人。
岳父は元立法委員の高育仁、妻の兄弟に元立法委員の高思博がいる。呂秀蓮とは遠い親戚である。

## 略歴
1961年、台湾北部の桃園県八徳郷（現：桃園市八徳区）生まれ。父親の朱樟興は浙江省義烏県が本籍地で、国民党軍の工兵将校、桃園県の県議会議員を務めた。台湾大学卒業後、ニューヨーク大学で会計学博士号を取得した。その後はしばらくニューヨーク市立大学で助理教授を務めて帰郷し、台湾大学教授、北京大学管理学院客員教授、証券上場審議委員、消費者文教基金会委員を務めた。
1998年の立法委員選挙で当選し政界入り。2001年、民進党の彭紹瑾を破って桃園県長に当選。2008年11月から中国国民党副主席にも就任。
県長任期中の2009年9月、馬英九総統より行政院副院長（副首相）に指名されたが、後に新北市長選挙に出馬するため、辞職した。2010年11月に実施された新北市長選挙では、対立候補であった民進党主席の蔡英文を破り当選した。
2015年1月19日、中国国民党主席に就任。10月17日、国民党は副主席の洪秀柱の総統選立候補資格を廃止し、候補者を朱立倫に取り代えた。そのため、朱は2016年中華民国総統選挙に急遽出馬することとなった。
2016年1月16日に実施された総統選挙では、31.0409%の得票率しか得られず、56.1234%を得た民主進歩党の蔡英文に惨敗し、国民党主席の職を引責辞任する意向を表明。同月18日に党主席を正式に辞任した。
2021年9月25日に行われた国民党主席選挙で当選し、党主席に返り咲いた。

## 人物評
馬英九や胡志強とともに「馬立強」と呼ばれ、ともに国民党の中堅世代の中心人物とされる。しかし朱立倫は馬や胡よりも10歳以上は年少であるため、厳密に同年代とは言いがたい。また、3人とも祖籍においては外省人であるが、朱立倫自身は唯一、台湾で出生している。
2015年、第7代中国国民党主席に就任後、「私は新北市長として、任期満了までちゃんと市長の役割を担うことを誓う」（做好做滿）と合計24回宣言したが、最終的に市民との約束を破棄し、総統選挙に出馬した。
2015年12月27日に行われた2016年中華民国総統選テレビ討論会では、総統選に出馬する理由は「ある淡水のお婆さんが『市長さん、必ず総統選に出なさい。あなたが出なければ、神様も許せない。』ということを言ってくれたからだ」と自ら述べた。
第11代国民党主席に就任してから、「四大公投」と呼ばれる四つの国民投票や台中市第二選挙区補欠選挙で緑をイメージカラーとして使う民進党に負け続けた。そのため、台湾の世論では本名の語呂合わせを使い、緑に負ける倫さんを意味する「輸緑倫」と名づけられた。

## 政策・歴史観
2015年8月22日、新党の結党22周年記念行事に出席。その際、日本統治時代について「悲惨な歴史であり、台湾人が日本人の統治に感謝することは絶対にない」と述べた。
尖閣諸島については、中華民国の領土であると主張している。
科学的に安全性が確認されたにもかかわらず、福島県や栃木県、群馬県、茨城県、千葉県など五県産食品の輸入解禁について、「経済協力と食品輸入自体は歓迎している。だが、放射能汚染の恐れがある食品の輸入は決して受け入れない」と発言した。